# Instituto de Indología
El Instituto de Indología es una asociación creada en Madrid en 1995 e integrada por profesionales de distintos ámbitos a los que une su interés por la cultura de la India y el deseo de difundir los estudios de indología en España. La asociación no está ligada a ninguna entidad pública o privada, como asociación independiente y carente de ánimo de lucro. Fue fundado por Rafael Iruzubieta Fernández, premio Padma Shri otorgado por el Gobierno de la India, y presidido por Pedro Carrero Eras, cofundador del Instituto. La asociación colabora con otras entidades, organismos e instituciones como la Embajada de la India en España, Casa Asia (Barcelona y Madrid), Casa de la India en Valladolid, asociaciones dedicadas a la India, Ateneo de Madrid y universidades, especialmente con la Universidad Complutense de Madrid. En 2011 se convocó el I Premio de Poesía «Rabindranath Tagore», otorgado a Alejandro Gracia Calvo. En la página oficial del Instituto se publican periódicamente artículos académicos sobre temas de indología, se reseñan las publicaciones en castellano sobre la India y se proporcionan noticias sobre actividades culturales relacionadas con la cultura india.

## Algunos cursos organizados
Desde su fundación en 1995 el Instituto de Indología viene organizando con periodicidad ciclos de conferencias, cursos universitarios y otros actos culturales. Entre los más recientes pueden citarse aquí, los cursos de verano sobre la India, que con los títulos de La India milenaria tras setenta años de independencia y La India en plenitud, se impartieron en El Escorial en 2017 y 2015, dentro de los cursos organizados por la Universidad Complutense de Madrid.